# Richard Eric Holttum
Richard Eric Holttum ( 26 de julio de 1895, Linton, Cambridgeshire - 18 de septiembre de 1990, Londres) fue un botánico británico.
Hace sus estudios en Saffron Walden (Essex), y luego en York. Ingresa al St John's College de Cambridge en 1914 mas los debe interrumpir a causa de la Primera Guerra Mundial donde será ambulanciero (recibiendo la Cruz de guerra). Luego de la contienda, retoma sus estudios y se diploma en 1920. Será en 1922 asistente del director del jardín botánico de Singapur Isaac Henry Burkill (1870-1965), consagrándose al estudio de los helechos Pterophyta de la península malaya. Reemplaza a Burkill luego de su dimisión en 1925, mas su puesta en funciones no se oficializa hasta 1926.
Desarrolla la pasión por el cultivo de las orquídeas comenzando a organizar exposiciones y participando de la creación y la vida de dos sociedades aplicadas a promover su cultivo. Una medalla nombrada en su honor (la Medalla Eric Holttum) recompensa cada año la creación de un híbrido de orquídea.
En 1940, en vez de contratar especialistas de la horticultura, Holltum, rompe con la usanza, de preferir a los jardineros formados en los Jardines botánicos reales de Kew, contratando a idóneos de la región. Durante la ocupación japonesa, no es puesto en campo de concentración sino que recibe la orden de continuar con el cuidado del jardín botánico. En esa época también aprovecha para reunir elementos para las muchas posteriores publicaciones. Se retira de sus funciones en 1949; y es profesor de Botánica en la Universidad de Singapur, recién creada. Retorna a Inglaterra en 1954 y se instala en Kew, participando de la actividad científica de los jardines reales, especialmente en estudios de la taxonomía de los helechos.

## Honores
Además de los numerosos honores que recibe, citándose la medalla linneana por la Sociedad linneana de Londres y la Medalla Victoria de Horticultura por la Royal Horticultural Society. Será director de la British Pteridological Society.

## Fuente
- Biografía en la "National Library Board"

- La abreviatura «Holttum» se emplea para indicar a Richard Eric Holttum como autoridad en la descripción y clasificación científica de los vegetales.[1]